# Orgue de l'abbatiale Saint-Pierre de Nant
L’orgue de l'abbatiale Saint-Pierre de Nant (Aveyron) est un instrument de 17 jeux répartis sur deux claviers et un pédalier. Il comporte plus de 930 tuyaux et est placé en tribune au-dessus de l'entrée de l'église. L’instrument fut construit en 1862 par Thiébaut Maucourt. La partie instrumentale est classée monument historique depuis 1982.

## Histoire

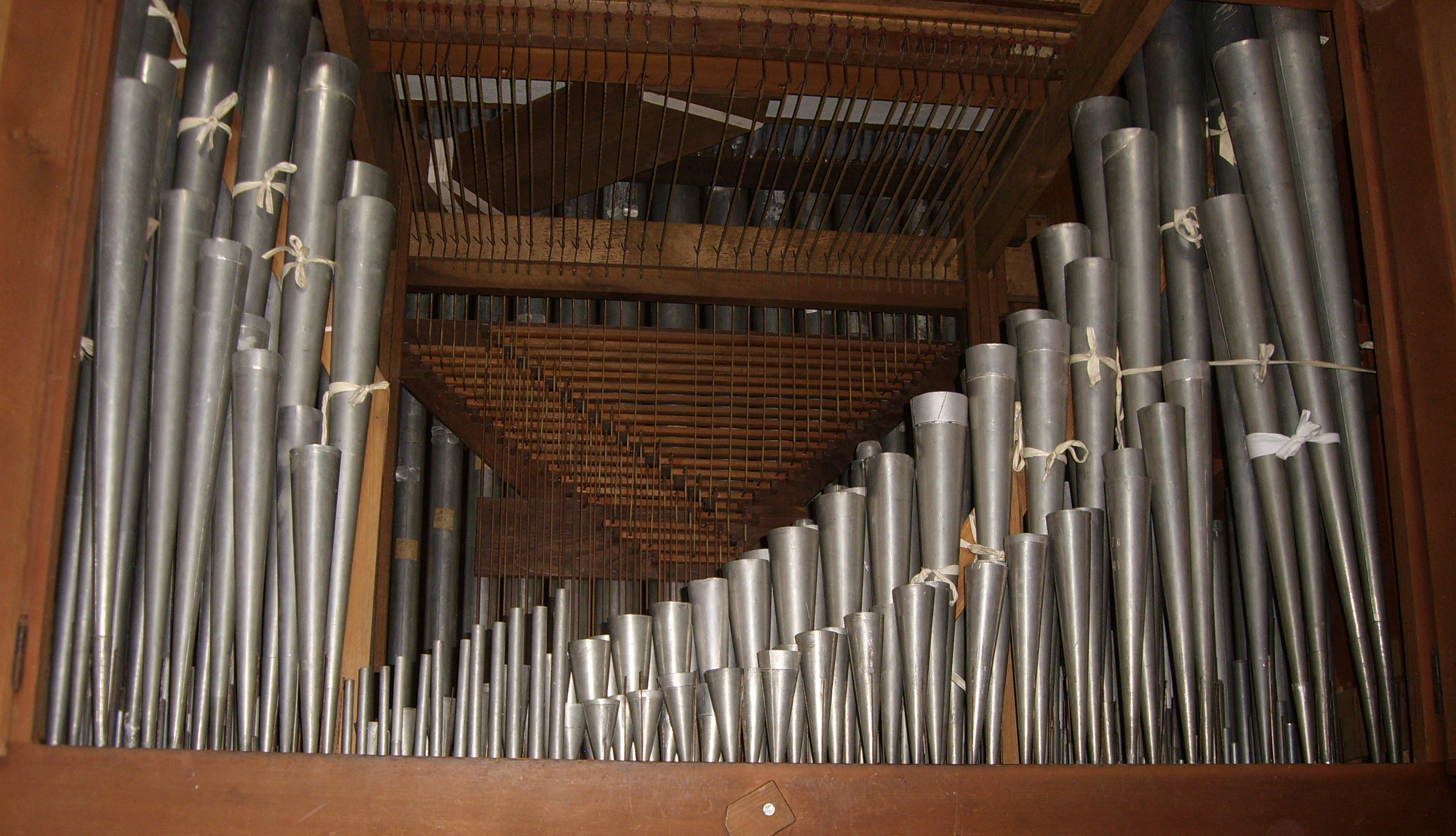
Détails de la tuyauterie du clavier de Grand-Orgue (Trompette 8' et Clairon 4').

Un premier orgue est installé dans l'abbatiale par Nicolas-Antoine Lété dans les années 1835-1836. Il s'agissait d'un orgue à manivelle qui actionnait un cylindre. Cet instrument est remplacé dès 1856 par un orgue classique (à claviers) d'un coût de 3 000 francs dont on ignore les caractéristiques. Moins de dix ans après son installation, l'orgue est manifestement jugé insuffisant pour remplir la nef romane.
L'instrument actuel a été construit en 1862 par le facteur d'orgues Thiébaut Maucourt. Originaire d'Alsace, apprenti puis compagnon dans la maison du célèbre Aristide Cavaillé-Coll, Thiébaut Maucourt signe à Nant son premier instrument l'année de son installation à Albi. Il a été aidé pour la pose des tuyaux par Frédéric Jungk avec lequel il travaillera sur d'autres instruments comme en 1865 le grand orgue de l'église Saint-Pierre de Gaillac dans le Tarn. L’Abbé Ressegnier, curé de Nant, délivre à Maucourt à l'issue des travaux un certificat de satisfaction et lui règle la somme de 6 700 francs. L’instrument dispose alors de la composition suivante :
| I Grand-Orgue 54 notes (Ut1–Fa5) |    |
| Flûte (Basse)                    | 8' |
| Montre (Dessus)                  | 8' |
| Salicional                       | 8' |
| Bourdon                          | 8' |
| Prestant                         | 4' |
| Doublette                        | 2' |
| Plein-Jeu III                    |    |
| Trompette                        | 8' |
| Clairon                          | 4' |
| Récit / G.O.                     |    |
| Octaves graves                   |    |

| II Récit expressif 37 notes (Fa2–Fa5) |    |
| Bourdon                               | 8' |
| Dulciane                              | 8' |
| Flûte harmonique                      | 4' |
| Trompette                             | 8' |
| Basson-Hautbois                       | 8' |
| Voix humaine                          | 8' |
|                                       |    |

| Pédale 18 notes (Ut1–Fa2) |
| Tirasse G.O.              |
|                           |

L'orgue bénéficie en 1885 d'un relevage dont on ignore le contenu et l'artisan. En 1929, la maison Firmin de Granville restaure l'instrument. En 1954, des travaux sont effectués sur le clocher de l'abbatiale situé au-dessus de la tribune accueillant l'orgue. Ce dernier est sévèrement touché en raison de gravats tombants dans la tuyauterie. En 1959, deux organistes Millavois bénévoles, Georges Girard et Francis Lavigne, dégagent ces gravats et s'emploient à refaire fonctionner l'instrument.
En 1982, 120 ans après sa construction, la partie instrumentale de l'orgue est classée monument historique. En 1984-1985, sous la maîtrise d'œuvre du technicien-conseil du Ministère de la Culture, Jean-Pierre Decavèle, l'orgue est restauré par Michel Giroud. Cette restauration, tout en conservant le matériel d'origine installé par Maucourt (tuyauterie, mécanismes et soufflerie), apporte plusieurs changements à l'instrument parmi lesquels :
- la console est remise à l'avant du buffet comme elle l'était à l'origine ;
- deux nouveaux jeux composent la pédale qui est agrandie et passe de 18 à 30 notes ;
- un des nouveaux jeux de pédale intègre la basse de Flûte 8' du clavier de Grand-Orgue ;
- onze nouveaux tuyaux de basse viennent compléter le dessus de Montre 8' du clavier de Grand-Orgue ;
- le troisième rang du Plein-Jeu est restitué ;
- un Cornet de 3 rangs (2', 2' 2/3, 1' 3/5) est ajouté au clavier de Récit, en dehors de la boîte expressive ;
- un Tremblant est ajouté au clavier de Récit[10].

L'orgue est inauguré le 21 juillet 1985 par Pierre-Paul Lacas.

## Composition

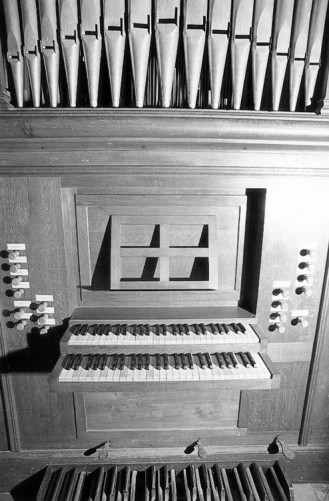
Console de l'orgue.

L'orgue de tribune de l'abbatiale Saint-Pierre comprend 17 jeux, dont la composition actuelle est la suivante :
| I Grand-Orgue 54 notes (Ut1–Fa5) |    |
| Montre                           | 8' |
| Salicional                       | 8' |
| Bourdon                          | 8' |
| Prestant                         | 4' |
| Doublette                        | 2' |
| Plein-Jeu III                    |    |
| Trompette                        | 8' |
| Clairon                          | 4' |
| Récit / G.O.                     |    |

| II Récit expressif 37 notes (Fa2–Fa5) |    |
| Principal                             | 8' |
| Dulciana                              | 8' |
| Flûte harmonique                      | 4' |
| Trompette                             | 8' |
| Hautbois                              | 8' |
| Voix humaine                          | 8' |
| Cornet III (hors boîte)               |    |
| Tremblant                             |    |
|                                       |    |

| Pédale 30 notes (Ut1–Fa3) |    |
| Flûte                     | 8' |
| Trompette                 | 8' |
| Tirasse G.O.              |    |
|                           |    |

## Caractéristiques
Le buffet de l'orgue est composé de panneaux très simples qui intègrent l'instrument dans l'église romane. Trois plates-faces composent la façade avec pour seule décoration des feuillages sur les côtés et le dessus du buffet.
Les experts ont déduit que la restauration de 1929 faite par Henri Firmin a modifié la place de la console et de l'orgue en entier sur la tribune. L'instrument aurait été reculé dans le sens opposé de la nef et la console transférée derrière le buffet. Des estrades placées au bord de la tribune, devant le buffet, accueillaient une chorale. Dans l'étude rapportée par Philippe Bachet il n'est pas exclu que l'orgue ait été pensé par Maucourt comme un instrument d'accompagnement élaboré comme un orgue de chœur. Cette hypothèse prend appui sur l'intensité sonore plutôt moyenne de l'instrument.
L'orgue de Nant représente très bien, à l'origine, un instrument dit de transition entre la facture classique et romantique. Il conserve dans l'élaboration de Maucourt un savoir-faire et une composition sonore marqués par les orgues françaises du passé. Les jeux de principaux du clavier de Grand-Orgue sont très présents et beaucoup de jeux sont coupés au ton comme les instruments du XVIIIe siècle. Les jeux d'anche sont très puissants et remplissent toute l'abbatiale. L'acoustique n'est pas très importante, seul un faible écho se manifeste rendant le jeu de l'organiste précis et clair. La tribune est assez haute, proche de la voûte de la nef, ce qui fait sonner l'orgue avec « netteté et présence ».
L'ajout d'un jeu de Cornet permet de compléter les jeux d'anches ou de faire entendre en récit une partie soliste mais ne peut pas toujours pleinement s'intégrer à l'ensemble sonore conçu par Maucourt. L'orgue, avec ses proportions modestes mais un rendu sonore de qualité, permet ainsi de jouer un répertoire spécialement composé pour de petits instruments avec des pièces d'auteurs du XIXe siècle comme celles de Lefébure-Wély, François Benoist, Charles-Alexandre Fessy, Édouard Batiste, Alexandre Guilmant, César Franck ou encore Felix Mendelssohn. Il s'associe également très bien au concert avec d'autres instruments comme la trompette, le violoncelle ou encore la voix.